# O'Kane Glacier
O'Kane Glacier är en glaciär i Antarktis. Den ligger i Östantarktis. Nya Zeeland gör anspråk på området. O'Kane Glacier ligger 422 meter över havet.
Terrängen runt O'Kane Glacier är varierad. Trakten är obefolkad. Det finns inga samhällen i närheten.